# Путкийоки (приток Рахоланйоки)
Путкийоки или Титон-канава — река в России, протекает по территории Лахденпохского района Карелии.

## Общие сведения
Река берёт начало из болота без названия в 4 км к северо-западу от посёлка Элисенваара.
Река в общей сложности имеет 22 малых притока суммарной длиной 35 км.
Устье реки находится в 9 км по левому берегу реки Рахоланйоки. Длина реки — 16 км.

## Данные водного реестра
По данным государственного водного реестра России относится к Балтийскому бассейновому округу, водохозяйственный участок реки — Водные объекты бассейна оз. Ладожское без рр. Волхов, Свирь и Сясь, речной подбассейн реки — Нева и реки бассейна Ладожского озера (без подбассейна Свирь и Волхов, российская часть бассейнов). Относится к речному бассейну реки Нева (включая бассейны рек Онежского и Ладожского озера).